# Michael Glennon
Michael Charles Glennon, né le 13 mai 1944 à Melbourne et mort le 1er janvier 2014 à Ararat, est un prêtre australien condamné pour agressions sexuelles sur des enfants.  Michael Glennon a dirigé un camp de jeunes à Lancefield dans l'État du Victoria, où la plupart des abus ont eu lieu.

## Biographie
Michael Charles Glennon est né en 1944 dans la banlieue nord de Melbourne. Il est ordonné prêtre en 1971 et devient aumonier pour des enfants scouts.
En 2003, Glennon est reconnu coupable d'avoir abusé sexuellement de 15 enfants, aussi bien des fillettes que des garçons, dans des affaires judiciaires s'étalant sur 25 ans et condamné à une peine de 33 ans et demi de prison avec une période de non-libération conditionnelle de 26 ans et demi.
Le 23 décembre 2013, alors que Glennon est en prison, 10 nouvelle accusations de pédophilie sont engagées à son encontre. Mais il décède le 1 janvier 2014, les poursuites sont abandonnées de fait.